# Saïd Mhoudini
Saïd Mhoudini (ur. 4 września 1984) – komoryjski piłkarz występujący na pozycji obrońcy. Zawodnik klubu UA Cognac.

## Kariera klubowa
Mhoudini urodził się we Francji w rodzinie pochodzenia komoryjskiego. Karierę rozpoczynał w 2003 roku w zespole FC Martigues z CFA. Przez rok w jego barwach rozegrał 1 spotkanie, a potem odszedł do rezerw Olympique Marsylia, także grających w CFA.
Następnie grał dla klubu FC Istres. Jego graczem był przez 2 lata. Większość czasu spędził tam w rezerwach, w pierwszej drużynie występującej w Ligue 2 rozgrywając 1 spotkanie. W 2007 roku Mhoudini odszedł do amatorskiego Angoulême CFC. Potem grał w szwajcarskim drugoligowcu FC Locarno, francuskim piątoligowcu AS Gardanne oraz belgijskim trzecioligowcu RCS Visé.
W 2011 roku Mhoudini wrócił do Francji, zostając graczem piątoligowego UA Cognac.

## Kariera reprezentacyjna
W reprezentacji Komorów Mhoudini zadebiutował w 2011 roku.